# Crkva sv. Grgura u Šibeniku
Crkva sv. Grgura u Šibeniku spada među najstarije sakralne objekte grada. Građena je u 14. stoljeću, a nosi odlike mješovitog romaničko-gotičkog stila. Smještena je u Ulici Jurja Dalmatinca, jednom od najužih i najstarijih ulica grada, koja se u srednjem vijeku zvala Camerino i bila je središnja komunikacija srednjovjekovnog Šibenika kojom se povezivao središnji dio grada sa sjeverozapadnim obalnim dijelom (Dolac). Danas nosi ime graditelja katedrale, jer se njegova kuća, od koje je očuvan samo renesansni portal, nalazila u toj ulici. Crkva sv. Grgura nalazi se nasuprot graditeljeve kuće. Pred središnjim ulazom u crkvicu nalazi se mali atrij, što predstavlja rijetkost u Šibeniku. Na glavnom oltaru nekada se u crkvici nalazio veliki poliptih, djelo Šibenčanina Nikole Vladanova, koji se danas čuva u Muzeju crkvene umjetnosti u crkvici sv. Barbare. Iz crkve sv. Grgura također potječe i najstarije zvono šibenskih crkava iz 1383. Crkva nije već davno bila u funkciji, pa se u njoj, nakon konzervatorskih i restauratorskih radova, organizirala stalna izložba pod nazivom Juraj Dalmatinac i njegovo djelo izvan Šibenika. Izložba se sastoji od odljevaka skulptura majstora koje je napravio u Pagu, Zadru, Splitu, Dubrovniku i Anconi u Italiji. 